# Antithese (politiek)
Met antithese wordt in de Nederlandse politieke geschiedenis gedoeld op (het streven om te komen naar) een politieke tegenstelling tussen christelijke, confessionele partijen en partijen op seculiere grondslag.
Deze tegenstelling was belangrijk in de vorming van politieke partijen, maar niet dominant in de politiek door de tegenstellingen binnen deze partijen tussen progressieven en conservatieven die naar voren kwam door de nadruk op vernieuwing van de sociale ordening. De confessionele partijen werden verenigd in de zogenaamde "coalitie".

## Achtergrond
Het idee is ontwikkeld door de gereformeerde staatsman-theoloog Abraham Kuyper. Voor het herstel van de bisschoppelijke hiërarchie van 1853 werkten liberalen en katholieken samen, terwijl de conservatieve stroming grotendeels bestond uit protestanten. Kuyper streefde naar politieke samenwerking tussen katholieken en protestanten. Zij werden verenigd door de principiële opvatting dat politieke soevereiniteit afkomstig was van God, in plaats van van het volk. Een belangrijk strijdpunt dat de katholieken van de liberalen scheidde en verenigde met de protestanten was de vrijheid van onderwijs, dat is dat bijzonder onderwijs evenveel overheidsfinanciering krijgt als openbaar onderwijs.
De antithese was een reactie, en een commentaar, op de dialectiek en het historisch determinisme van Karl Marx. Tegenover Marx' these dat de klassenstrijd de loop van de geschiedenis zou bepalen zette Kuyper een antithese waarin de tegenstelling tussen seculiere en christelijke krachten de bepalende politieke tegenstelling zou zijn. Daarmee dreef Kuyper een wig tussen christelijke en sociaaldemocratische arbeiders. Hij verenigde alle klassen, de christelijke werkgevers, de christelijke middenstanders en de christelijke arbeiders in een enkele beweging die tegenover de sociaaldemocratie en het liberalisme kwam te staan.
Door de arbeidersstand te splijten maakte Kuyper een vijand van Troelstra die de antithese als een ondermijning van de klassenstrijd en de emancipatie van de arbeiders zag.

## De antithese in de prakijk 1888-1946
In 1879 richtte Kuyper de Anti-Revolutionaire Partij op, een partij op gereformeerde grondslag. Speerpunt van deze partij was een gelijke overheidsfinanciering van openbaar en bijzonder onderwijs. De politieke strategie van deze partij was de antithese: het verenigen van alle confessionele stromingen in één coalitie.
In 1888 slaagde ARP hierin. Het kabinet-Mackay werd gevormd door katholieke en anti-revolutionaire ministers. Hierop volgde een periode van wisselende kabinetten van ofwel katholieken en protestanten dan wel liberalen. Ook electoraal kwam de antithese tot stand: Nederland had op dat moment een districtenstelsel. Ieder district had één vertegenwoordiger die verkozen werd in twee ronden. In de eerste ronde konden alle kandidaten deelnemen, in de tweede ronde slechts die twee kandidaten die de meeste stemmen hadden gekregen in de eerste ronde. De partijen die verloren hadden in de eerste ronde konden hun kiezers oproepen in de tweede ronde te stemmen op een bepaalde partij. Dit volgde vaak de scheidslijnen van de antithese: protestanten en katholieken riepen op om respectievelijk op een katholiek of protestant te stemmen en de verschillende liberale stromingen riepen op om op liberalen te stemmen. De op dat moment groeiende Sociaal-Democratische Arbeiderspartij voegde zich in dit verband bij de liberalen.
De antithese speelde een belangrijke rol op de achtergrond in de politiek, die gedomineerd werd door de sociale kwestie. Het conflict over de gelijkstelling van bijzonder onderwijs werd op de spits gedreven. Er ontstond een schoolstrijd die de verzuiling en de vorming van politieke partijen sterk zou sturen. In politieke zin werd de tegenstelling tussen confessionelen en seculieren heel belangrijk. In die tijd werden christelijke partijen als rechts beschouwd en seculiere (toen bijna allemaal liberale) partijen als links.
De verschillende politieke stromingen hadden echter elkaar nodig om te komen tot een wijziging van de grondwet, die een tweederdemeerderheid vereist. In 1917 kwamen de verschillende stromingen tot een compromis: de Pacificatie van 1917. In een grondwetswijziging werd zowel de gelijkstelling van het bijzonder onderwijs geregeld als de uitbreiding van het kiesrecht (een belangrijk punt voor veel liberalen en sociaaldemocraten).
Door de pacificatie verloor de antithese zijn functie. Dit gold daarmee eigenlijk ook voor de confessionele partijen, maar deze hielden vast aan het idee van de antithese, terwijl hun achterban door het algemeen kiesrecht dusdanig was gegroeid dat zij van 1918 tot 1994 altijd deel uitmaakten van de regering.
Tussen Tweede Kamerverkiezingen van 1918 en de vorming van het kabinet-Colijn II in 1933 werd Nederland geregeerd door een coalitie van de katholieke RKSP en de protestantse ARP en Christelijk Historische Unie. Katholieken en protestanten vormden de kern van bijna alle kabinetten tussen 1933 en 1945.

## De antithese na 1946
In 1945 werd de Nederlandse Volksbeweging op gericht, deze beweging streefde naar een doorbraak van de verzuiling. Niet langer moest de tegenstelling tussen seculier en gelovig de politiek bepalen, maar die tussen progressief en conservatief. Progressieven van alle geloven en overtuigingen moesten verenigd worden in één partij.
De progressieve Sociaal-Democratische Arbeiderspartij, Vrijzinnig-Democratische Bond en Christelijk-Democratische Unie richtten samen met progressieve katholieke en protestanten één gezamenlijke partij op: de Partij van de Arbeid. Deze wist echter weinig kiezers uit katholieke of protestantse kring te overtuigen. Op politiek gebied werd de antithese echter wel doorbroken: vanaf het kabinet-Schermerhorn-Drees (1945-1946) tot het kabinet kabinet-Drees III (1956-1959) vormden niet katholieken en protestanten, maar katholieken en sociaaldemocraten de kern van de verschillende kabinetten.
Tot 1967 hadden de confessionele partijen een voortdurende meerderheid in de Tweede Kamer. Tot 1994 namen confessionele partijen aan alle kabinetten deel. Zij vormden een coalitie met dan wel de PvdA ofwel de conservatief-liberale Volkspartij voor Vrijheid en Democratie. In 1994 werd het kabinet-Kok I gevormd, het eerste kabinet sinds 1917 zonder christelijke partijen.
Met het na zo lange tijd in de oppositie belanden van het CDA, na vele decennia regeren, startte binnen die partij een stevige ideologische heroriëntatie, versterkt door een flink aantal sterk door seculiere politieke standpunten ingegeven maatregelen van de twee Paarse kabinetten Kok. Binnen het CDA vervulde daarbij vooral het Wetenschappelijk Bureau, geleid door Ab Klink en partijideoloog Jan Peter Balkenende een prominente rol.
Het CDA groeide electoraal nauwelijks tijdens haar oppositie tegen de grootste seculiere partijen PvdA en VVD. Die bereidden zich in de herfst van 2001 dan ook voor op een verkiezingsstrijd, die vooral zou bepalen wie van hen de premier mocht leveren, terwijl binnen het CDA een leiderschapscrisis uitbrak, waarbij vrij onverwacht Jan Peter Balkenende tot nieuwe lijsttrekker wordt benoemd. Voor de politieke aanval op Paars-II werd in de aanloop naar de uiteindelijk uiterst tumultueuze verkiezingen van 2002 door CDA-prominent Hans Hillen een "niet-aanvalsverdrag" overeengekomen met Pim Fortuyn, die was verkozen als lijsttrekker van Leefbaar Nederland. De uitkomst van die verkiezingen leidde tot een voor veel seculiere partijen, die Nederland eind jaren 90 als definitief ontzuild hadden verklaard, onverwachte terugkeer van het CDA in de regering.
Met de vorming van het kabinet-Balkenende IV, waaraan voor het eerst de ChristenUnie deelnam, was de antithese weer onverwacht prominent terug op de politieke agenda met debatten over o.a. abortuswetgeving, Artikel 23 van de grondwet (vrijheid van onderwijs) en het artikel over Godslastering in het Wetboek van Strafrecht.

## Voetnoten
1. ↑  Anti-Revolutionaire Partij (ARP) op parlement.com